# Мацюлявичюс, Дарюс
Да́рюс Мацюля́вичюс (лит. Darius Maciulevičius; род. 6 ноября 1973, Каунас) — литовский футболист, игрок сборной Литвы.

## Карьера

### Клубная
Клубную карьеру Мацюлявичюс начал в клубе «Вильтис», откуда перешёл в «Жальгирис». В 1995 году перебрался в «Инкарас», с которым дважды стал лучшим игроком чемпионата Литвы. В 1997 году перешёл в российский клуб «Алания», за который в чемпионате России дебютировал в выездном матче 4-го тура против самарских «Крыльев Советов», выйдя на замену Артуру Пагаеву. Однако вскоре вернулся в «Инкарас». С 1998 по 1999 год играл за «Кареду», после чего 3 года провёл в Израиле, где играл за «Хакоах» из Рамат-Гана. Вернувшись на родину в 2003 году, он в третий раз стал лучшим игроком Литвы. В январе 2004 года отправился на второй сбор с саранской «Лисмой-Мордовией», с которой вскоре подписал контракт. В 2005 году вернулся в Литву, выступал за «Судуву», в составе которой в 2006 году занял третье место в голосовании лучшего футболиста Литвы, уступив Андрюсу Величке и Мантасу Савенасу. В 2009 году играл за финский «Атлантис», после чего выступал за клубы низших литовских дивизионов.

### В сборной
С 1991 по 2005 год в составе национальной сборной Литвы провёл 38 матчей и забил 8 мячей.